# Бакмастер, Стэнли, 1-й виконт Бакмастер
Стэнли Оуэн Бакмастер, 1-й виконт Бакмастер(англ. Stanley Owen Buckmaster, 1st Viscount Buckmaster; 9 января 1861 — 5 декабря 1934) — британский юрист и либеральный политик.

## Происхождение и образование
Родился 9 января 1861 года в Лондоне. Третий сын Джона Чарльза Бакмастера (1823—1908) из Эшли, Хэмптон-Уик, и его жены Эмили Энн Гудлифф. Его отец начал жизнь молодым сельскохозяйственным рабочим и вырос до преподавателя химии в Имперском колледже науки и технологий. Он получил образование в школе Олденхэм и колледже Крайст-Черч, Оксфорд. Он был принят в коллегию адвокатов в 1884 году в Иннер-Темпл. Он был назначен королевским адвокатом в апреле 1902 года. В том же году он поступил в Линкольнс-Инн.

## Политическая карьера
Стэнли Бакмастер заседал в Палате общин Великобритании от округа Кембридж (1906—1910) и округа Кили в Йоркшире (1911—1915).
13 ноября 1913 года он был посвящен в рыцари. В правительстве Герберта Асквитта Стэнли Бакмастер был членом Совета герцогства Ланкастерского и главным солиситором Великобритании (1913—1915). Он также был советником Оксфордского университета с 1911 по 1913 год, директором Бюро печати с 1914 по 1915 год и членом Межсоюзнической конференции по финансам и поставкам.
В 1915—1916 годах Стэнли Бакмастер получил должность лорда-канцлера Англии в коалиционном правительстве Асквитта. 27 мая 1915 года он стал членом Тайного совета Великобритании.
14 июня 1915 года ему был пожалован титул барона Бакмастера из Чеддингтона в графстве Бакингемшир.
В декабре 1916 года барон Бакмастер ушел в отставку вместе с правительством Герберта Асквитта, проработав на посту лорда-канцлера восемнадцать месяцев.
Позднее он занимал пост председателя Руководящего совета Имперского колледжа науки и техники и председателя Комитета по рассмотрению политических почестей с 1924 по 1929 год. В 1930 году он был назначен кавалером Большого креста Королевского Викторианского ордена, а 24 февраля 1933 года он стал виконтом Бакмастером из Чеддингтона в графстве Бакингемшир.
Лорд Бакмастер скончался в возрасте 73 лет 5 декабря 1934 года в Лондоне, Англия, и был кремирован в крематории Голдерс-Грин, Лондон. Ему наследовал его единственный сын Оуэн.

## Семья
29 декабря 1889 года Стэнли Бакмастер женился на Эдит Огасте Левин (? — 23 октября 1935), дочери Спенсера Роберта Левина. У супругов было трое детей:
- Оуэн Стэнли Бакмастер, 2-й виконт Бакмастер (24 сентября 1890 — 25 сентября 1974), преемник отца.
- Достопочтенная Маргарет Анна Бакмастер (8 марта 1893 — 4 июня 1929), писательница, социальный реформатор и активиста Лейбористской партии. В 1921 году она вышла замуж за Дайтона Николаса Поллока, от брака с которым у неё было двое детей.
- Достопочтенная Барбара Бакмастер (21 октября 1903 — сентябрь 1966). В 1926—1944 годах она был замужем за лейтенантом-коммандером Джоном Брайаном Питером Миллером, от брака с которым у неё было трое детей.